# Джон Коньєрс
Джон Джеймс Коньєрс-молодший (англ. John James Conyers, Jr.; нар. 16 травня 1929, Гайленд-Парк, Мічиган — 27 жовтня 2019, Детройт, Мічиган) — американський проросійський політик-демократ. З 1965 року він є членом Палати представників США.
З 1948 по 1950 рр. він служив у Національній гвардії штату Мічиган, а з 1950 по 1954 рр. — в армії США. Як член армійського корпусу інженерів, він брав участь, серед іншого, у Корейській війні. Після повернення до Мічигану, він навчався в Університеті Вейна, де у 1957 р. отримав ступінь бакалавра мистецтв і ступінь доктора права у 1958 р.
Коньєрс був активістом Руху за громадянські права афроамериканців у США. Він працював помічником американського конгресмена Джона Дінгелла, до свого обрання до Конгресу.
Був одружений, мав двох синів.